# 卵圆月华螺
卵圆月华螺（学名：Haloa ovalis）为阿地螺科月华螺属的动物。分布于日本、朝鲜、玻利尼西亚、塔希提岛以及中国大陆的山东等地，属于温带性种类。其常见于潮间带石头下、海藻间。